# 孔繁锦
孔繁錦（1880年—1951年），字華清，是一位出生於安徽合肥的中華民國北洋政府將領。民国3年（1914年）孔繁锦迎娶恭亲王府总管盛子川的孙女、恭亲王府福晋史官富竹泉的女儿、京师第一女子学堂教师秋瑾的学生富瑾瑜为妻。

## 生平概略
孔繁錦原為張廣建部屬；他先後加入皖系與直系兩個軍閥派系。
民國九年（1920年）3月30日，孔繁錦奉大總統命令被任命為隴南鎮守使。
1924年3月15日，孔繁錦被授予將軍府銘威將軍頭銜。
1925年2月，孔繁錦出任善後會議會員。
1926年8月，孔繁錦與國民革命軍在甘肅東部附近發生戰爭；孔繁錦遭擊敗並撤離甘肅。
後來，孔繁錦曾任陝甘邊防督辦等職務，並在北洋政府被國民政府取代後離職閑居。
1951年秋，孔繁錦病逝於甘肅天水。

## 後代
大兒子孔祥淦，二兒子為曹氏风筝传人孔祥泽。 
孫子孔令民、孔炳彰、缪伯刚。
曾外孫鈕承澤。